# Hoffmann’s Buchhandlung

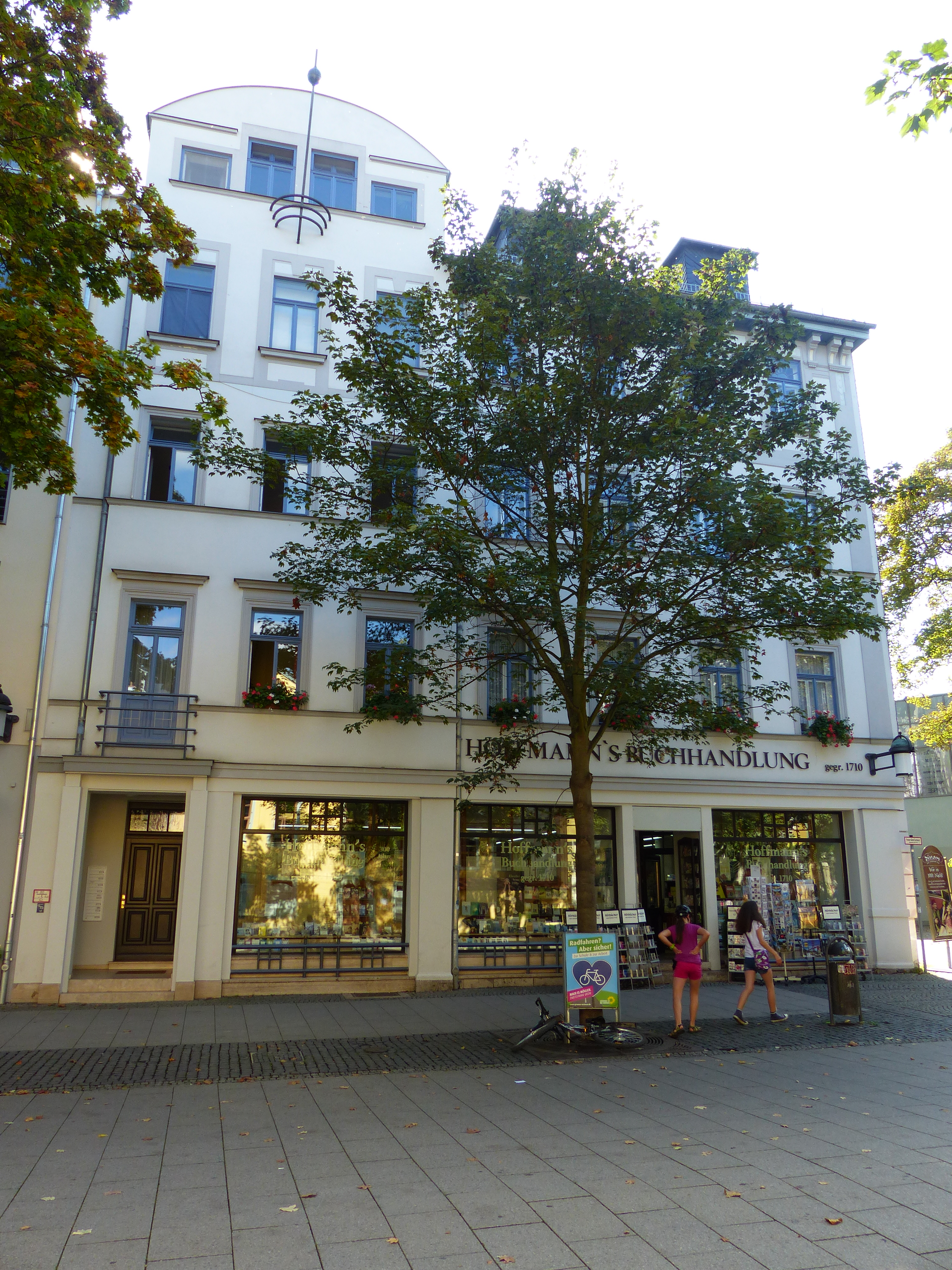
Hoffmann’s Buchhandlung in der Schillerstraße 9

Hoffmann’s Buchhandlung ist eine der ältesten Buchhandlungen Deutschlands und zugleich ein ehemaliger Verlag in Weimar. 

## Geschichte
Sie wurde 1710 durch Heinrich Siegmund Hoffmann († 1768) gegründet.
Hoffmann war privilegierter Hofbuchhändler. Mit dem Privileg waren sichere Einnahmen verbunden. So hatte er alle wichtigen offiziellen Schriften zu drucken. Dazu gehörten auch die Hofgeschichten von Gottfried Albin de Wette, die bei ihm und später auch bei seinem Sohn Carl Ludolf Hoffmann (1729–1780) erschienen, der nach dem Tod von Heinrich Siegmund Hoffmann den Verlag und die Buchhandlung weiterführte. Später übernahm Carl Ludolf Hoffmanns Sohn Wilhelm Hoffmann den Betrieb von seinem Vater.
Hoffmann’s Buchhandlung war lange Zeit die einzige in Weimar. Das änderte sich Jahrzehnte später mit Friedrich Justin Bertuch. Die Buchhandlung befand sich seit 1742 im Cranachhaus am Markt, die auch von Johann Wolfgang von Goethe oft frequentiert wurde. Auch las er das bei Hoffmann verlegte Wochenblatt. Auch Friedrich Schiller, Johann Gottfried Herder und die Herzogin Anna Amalia waren Stammkunden. Seit 1898 befindet sich die Buchhandlung in der Schillerstraße 9.
Die Buchhandlung war auch als Verlagshaus tätig; fast 200 Bücher sind in ihm erschienen. Um 1900 kam das Verlagsgeschäft selbst zum Erliegen. Die Buchhandlung wechselte mehrfach den Besitzer, durch den Kauf von Kuno Gräf 1910 gelangte sie dann in den Besitz der Familie Gräf. Sie ist bis heute noch immer in deren Besitz und wird seit Generationen von ihr betrieben.